# Collegio uninominale Calabria - 03 (Camera dei deputati 2020)
Il collegio elettorale uninominale Calabria - 03 è un collegio elettorale uninominale della Repubblica Italiana per l'elezione della Camera dei deputati.

## Territorio
Come previsto dalla legge n. 51 del 27 maggio 2019, il collegio è stato definito tramite decreto legislativo all'interno della circoscrizione Calabria.
È formato dal territorio dell'intera provincia di Catanzaro (80 comuni).
Il collegio è parte del collegio plurinominale Calabria - 01.

## Eletti
| Elezione | Elezione | Deputato    | Partito           |
| -------- | -------- | ----------- | ----------------- |
|          | 2022     | Wanda Ferro | Fratelli d'Italia |

## Dati elettorali

### XIX legislatura
Come previsto dalla legge elettorale, 147 deputati sono eletti con sistema a maggioranza relativa in altrettanti collegi uninominali a turno unico.
| Candidati                                 | Candidati             | Voti    | %     | Liste                                                | Voti    | %     |
| ----------------------------------------- | --------------------- | ------- | ----- | ---------------------------------------------------- | ------- | ----- |
|                                           | Wanda Ferro ✔️ Eletto | 53 936  | 39,13 | Fratelli d'Italia                                    | 30 313  | 21,99 |
| Forza Italia                              | Wanda Ferro ✔️ Eletto | 53 936  | 39,13 | 14 439                                               | 10,47   |       |
| Lega per Salvini Premier                  | Wanda Ferro ✔️ Eletto | 53 936  | 39,13 | 8 339                                                | 6,05    |       |
| Noi moderati/Lupi - Toti - Brugnaro - UDC | Wanda Ferro ✔️ Eletto | 53 936  | 39,13 | 845                                                  | 0,61    |       |
|                                           | Elisa Scutellà        | 39 195  | 28,43 | Movimento 5 Stelle                                   | 39 195  | 28,43 |
|                                           | Giuseppina Iemma      | 28 219  | 20,47 | Partito Democratico-IDP                              | 22 857  | 16,58 |
| Alleanza Verdi e Sinistra                 | Giuseppina Iemma      | 28 219  | 20,47 | 2 515                                                | 1,82    |       |
| +Europa                                   | Giuseppina Iemma      | 28 219  | 20,47 | 1 536                                                | 1,11    |       |
| Impegno Civico - Centro Democratico       | Giuseppina Iemma      | 28 219  | 20,47 | 1 311                                                | 0,95    |       |
|                                           | Francesco Mauro       | 6 286   | 4,56  | Azione - Italia Viva - Calenda                       | 6 286   | 4,56  |
|                                           | Pietro Bevilacqua     | 3 073   | 2,23  | Unione Popolare                                      | 3 073   | 2,23  |
|                                           | Giuseppe Gigliotti    | 2 631   | 1,91  | Italexit                                             | 2 631   | 1,91  |
|                                           | Bianca Laura Granato  | 1 703   | 1,24  | Italia Sovrana e Popolare                            | 1 703   | 1,24  |
|                                           | Barbara Spataro       | 841     | 0,61  | Partito Comunista Italiano                           | 841     | 0,61  |
|                                           | Antonio Talarico      | 536     | 0,39  | Partito Animalista Italiano – UCDL – 10 Volte Meglio | 536     | 0,39  |
|                                           | Ilaria Faragò         | 508     | 0,37  | Sud chiama Nord                                      | 508     | 0,37  |
|                                           | Natalina Latorre      | 395     | 0,29  | Alternativa per l'Italia (PdF - Exit)                | 395     | 0,29  |
|                                           | Adele Lamonica        | 251     | 0,18  | Vita                                                 | 251     | 0,18  |
|                                           | Caterina Vesci        | 183     | 0,13  | Noi di Centro – Europeisti                           | 183     | 0,13  |
|                                           | Laura Careri          | 91      | 0,07  | Forza del Popolo                                     | 91      | 0,07  |
| Totale                                    | Totale                | 137 848 | 100   |                                                      | 137 848 | 100   |
|                                           |                       |         |       |                                                      |         |       |
| Schede bianche                            | Schede bianche        | 3 221   | 2,23  |                                                      |         |       |
| Schede nulle                              | Schede nulle          | 3 635   | 2,51  |                                                      |         |       |
| Votanti                                   | Votanti               | 144 704 | 51,83 |                                                      |         |       |
| Elettori                                  | Elettori              | 279 187 |       |                                                      |         |       |